# 埃莱乔萨德洛斯蒙特斯
埃莱乔萨德洛斯蒙特斯，是西班牙埃斯特雷马杜拉巴达霍斯省的一个市镇。总面积309平方公里，2001年普查人口總數為749人，人口密度2人/平方公里。